# Ar 231 (航空機)
アラド Ar 231
アラド Ar 231（模型）
- 用途：偵察機
- 製造者：アラド
- 生産数：1機

アラドAr 231は第二次世界大戦中にドイツ海軍のために試作された水上機である。潜水艦（Uボート）に搭載することを目的に開発されたが、性能が悪く1機が試作されただけで終わった。

## 概要

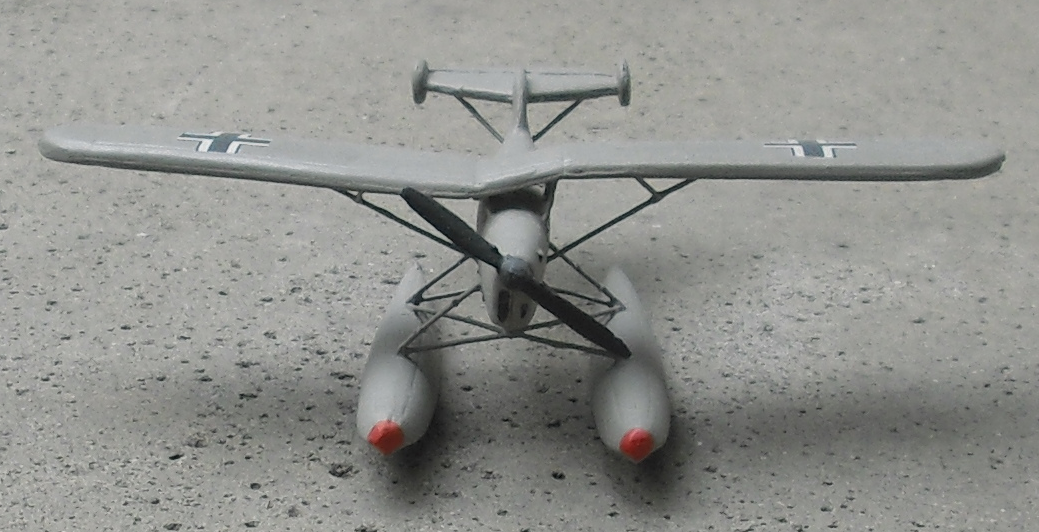
左右で段違いに配された主翼

ドイツ海軍の潜水艦は当初は排水量300トン前後の小型艦が多かったが、第二次世界大戦開戦の頃から600トンを超えるものが建造されるようになった。また外洋に出て活動する機会も増えてくると、上空から目標物の位置等を観測する航空機を潜水艦に搭載することが要望されるようになった。そこでドイツ海軍はアラド社に対して、潜水艦に搭載するための小型水上機の開発を1940年に指示した。Ar231の制式名称を与えられた試作機は、1941年に完成した。
Ar231は、金属製の胴体にパラソル式の主翼を持った双フロート式の水上機で、160hpの空冷エンジンを搭載していた。外観上の特徴は、主翼が右翼と左翼で段差がついていることで、この段差を利用して主翼を後方に重ねて折りたたむことができた。機体各部も分解して潜水艦に搭載した防水コンテナに格納できるよう工夫されていた。潜水艦が目標に近づくと浮上後海上で組み立てられ離水するが、組み立てから離水までの時間は約6分であった。なお、開発時には日本の潜水艦艦載機のようなカタパルトによる射出は考えられていなかった。
試作機は1941年初めに完成後テストされたが、段差のある主翼が要因で飛行時の安定性が極端に悪かった。また、強い向かい風がないと離水できず、海上に少しでも波があるとこれまた離水できないなど、実用機としては問題が多かった。このため、数回のテストの結果実用化は無理と判定され、本機の開発は試作機1機で中止となった。

## スペック
- 全長： 7.18 m
- 全幅： 10.18 m
- 全高： 3.12 m
- 全備重量： 1,050 kg
- エンジン： ヒルト HM501 空冷6気筒　160 hp × 1
- 最大速度： 170 km/h
- 航続距離： 500 km
- 武装
  - なし
- 乗員： 1名